# Podgorica pri Šmarju
Podgorica pri Šmarju – wieś w Słowenii, w gminie Grosuplje. 1 stycznia 2017 liczyła 73 mieszkańców.